# Oligostachyum puberulum
Oligostachyum puberulum är en gräsart som först beskrevs av Tai Hui Wen, och fick sitt nu gällande namn av Guang Han Ye och Zheng Ping Wang. Oligostachyum puberulum ingår i släktet Oligostachyum och familjen gräs. Inga underarter finns listade i Catalogue of Life.